# Los Llanos de Aridane
Pour les articles homonymes, voir Llanos (homonymie).

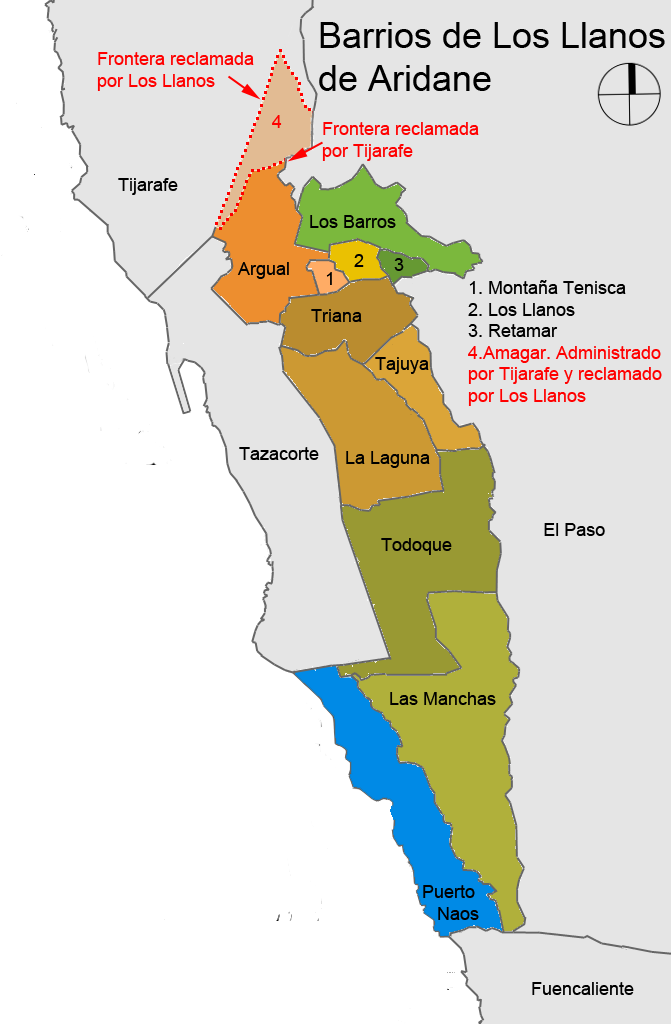
Les quartiers/villages de Los Llanos de Aridane

Los Llanos de Aridane est une commune de la province de Santa Cruz de Tenerife dans la communauté autonome des Îles Canaries en Espagne. Elle est située à l'ouest de l'île de La Palma et est la ville la plus peuplée de l'île.

## Géographie

### Localisation

Localisation de l'île de La Palma dans les Îles Canaries.
Localisation de Los Llanos de Aridane dans l'île de La Palma.

|                               | Tijarafe                 |         |
| Tazacorte et Océan Atlantique | Los Llanos de Aridane    | El Paso |
|                               | Fuencaliente de la Palma |         |

### Villages de la commune
- Argual (2 609)
- La Laguna (1 576)
- Las Manchas (881)
- Los Barros (2 156)
- Los Llanos de Aridane (3 533)
- Montaña Tenisca (2 562)
- Puerto Naos (877)
- Retamar (2 436)
- Tajuya (738)
- Todoque (1 371) †[1],[2]
- Triana (1 786)

Entre parenthèses figure le nombre d'habitants de chaque village en 2007.

## Démographie
| Année | Population | Densité         |
| ----- | ---------- | --------------- |
| 1960  | 10 260     | 286,67 hab./km² |
| 1970  | 12 090     | 337,8 hab./km²  |
| 1976  | 14 718     | 411,23 hab./km² |
| 1984  | 16 304     | 455,54 hab./km² |
| 1991  | 16 189     | 452,33 hab./km² |
| 1996  | 17 994     | 502,77 hab./km² |
| 2001  | 17 720     | 492,22 hab./km² |
| 2002  | 20 238     | 565,46 hab./km² |
| 2003  | 20 001     | 558,84 hab./km² |
| 2004  | 19 659     | 550,98 hab./km² |
| 2005  | 19 878     | 555,41 hab./km² |
| 2006  | 20 173     | 563,64 hab./km² |
| 2007  | 20 170     | 563,57 hab./km² |
| 2008  | 20 525     | 573,48 hab./km² |
| 2009  | 20 766     | 580,22 hab./km² |

## Patrimoine
- Église Saint-Pie X (détruite par une coulée de lave lors de l'éruption volcanique de La Palma de 2021).

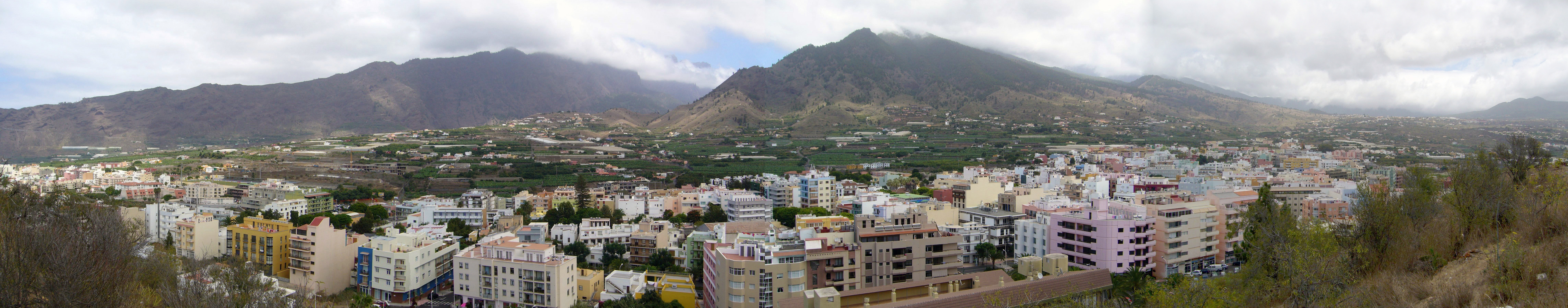
Vue de Los Llanos de Aridane depuis la Montaña Tenisca.